# Biserica de lemn din Gol

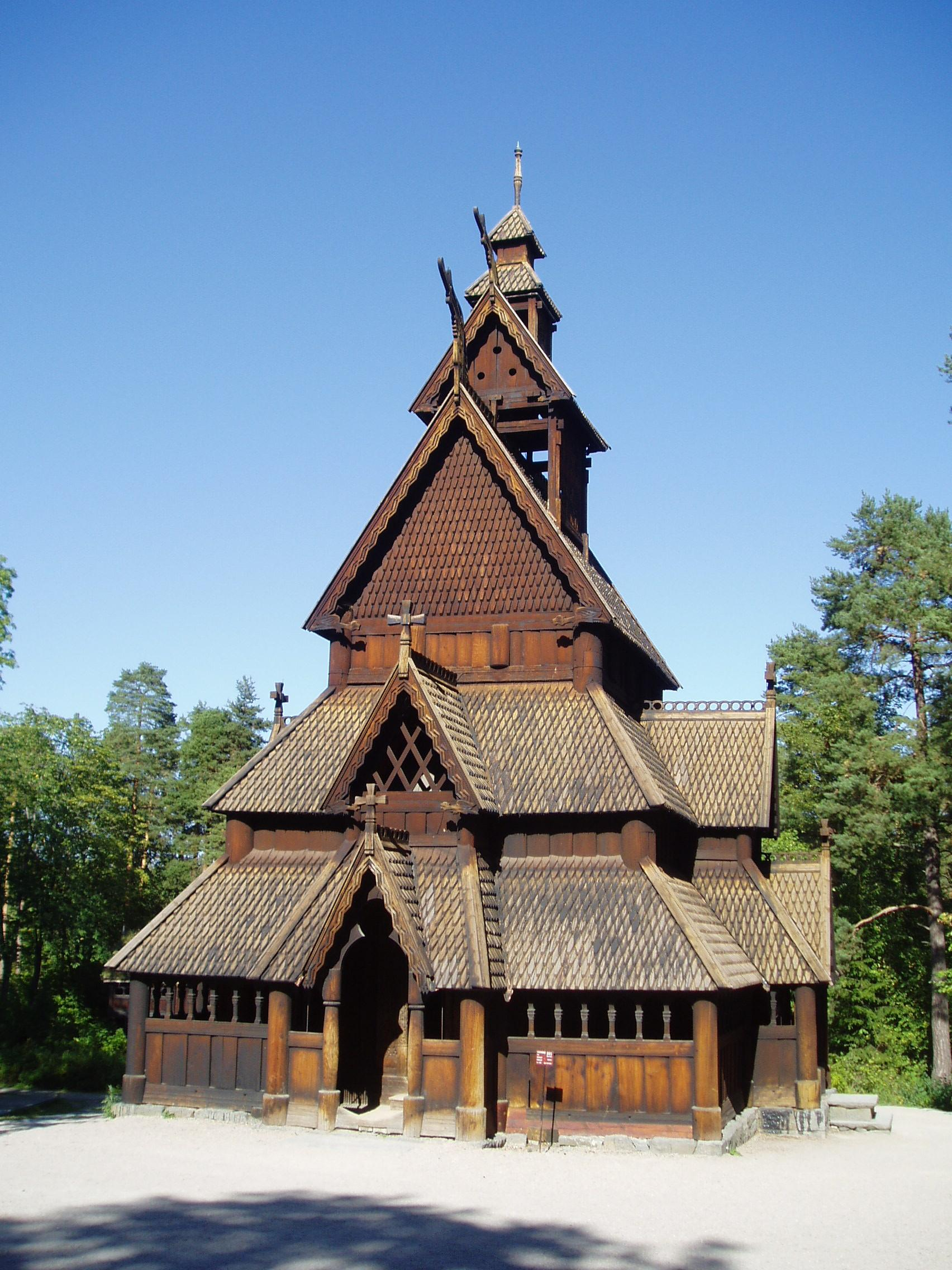
Biserica de lemn din Gol

Biserica de lemn din Gol, care aparține monarhului Norvegiei, este o biserică evanghelică-luterană din incinta „Muzeului norvegian de istorie culturală” (Norsk Folkemuseum) din Oslo. Este una dintre cele 28 de biserici de lemn medievale care s-au păstrat în Norvegia. Inițial biserică romano-catolică, biserica din Gol a fost construită în anul 1212, devenind biserică evanghelică-luterană în urma Reformei din secolul al XVI-lea. Amenințată cu distrugerea, a fost demontată și transportată de un grup condus de arheologul Nicolay Nicolaysen în anul 1884 de la Gol, Norvegia la Kristiania, unde a fost reconstruită sub conducerea arhitectului Waldemar Hansteen în anul 1885. Analize dendrocronologice au arătat că scheletul de bază al bisericii provine din secolul XII. Picturile din cor datează din secolul XVII. 

## Replici ale bisericii din Gol
Există 4 replici, două în Norvegia (Gol și Beiarn) și două în SUA (Epcot Center, Florida și Scandinavian Heritage Park, North Dakota). Replicile din Gol și Dakota de nord au mărimea originală, iar celelalte două  sunt miniaturi. 

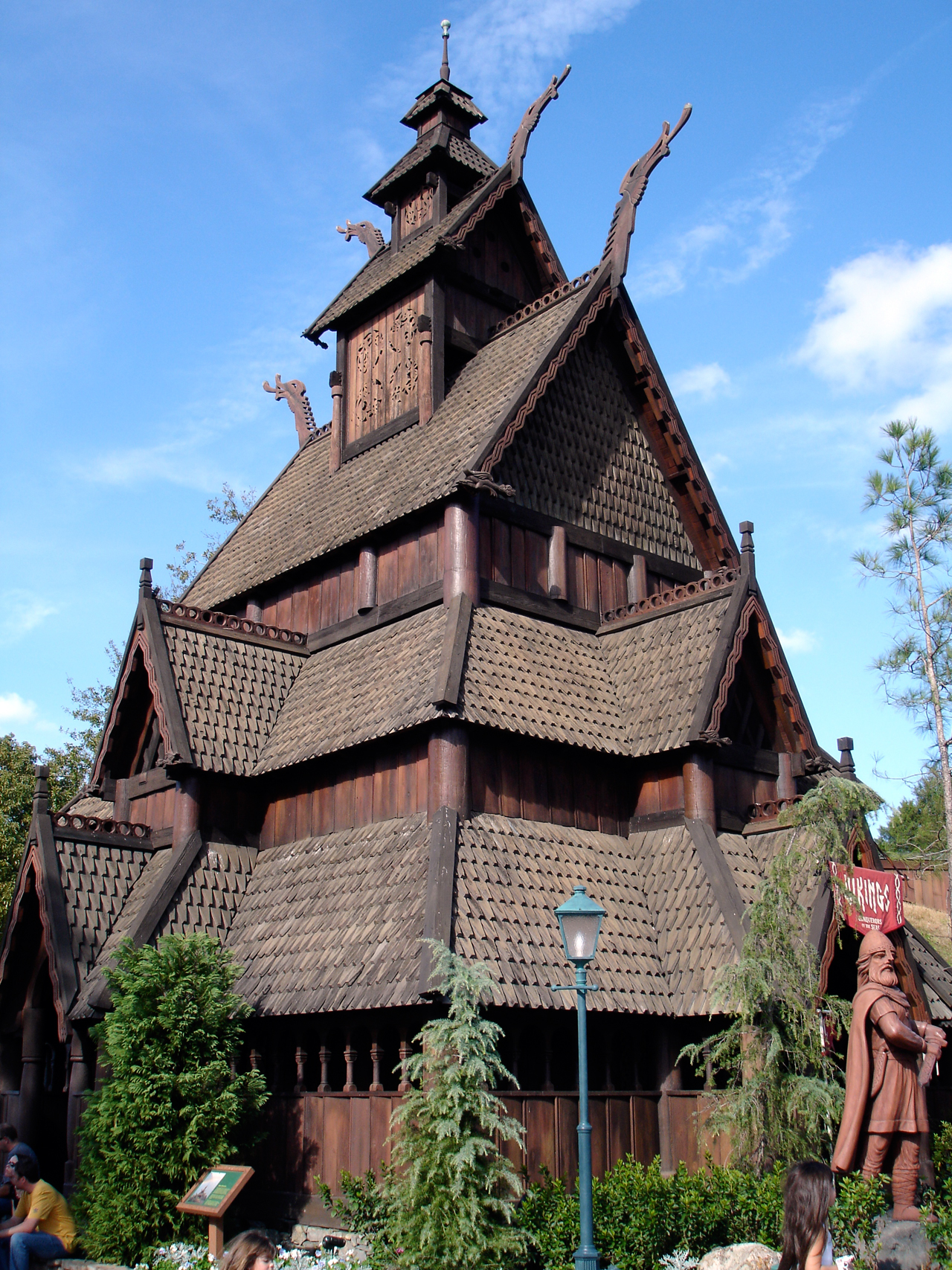
Pavilionul norvegian de la Epcot Center din Orlando, Florida, USA
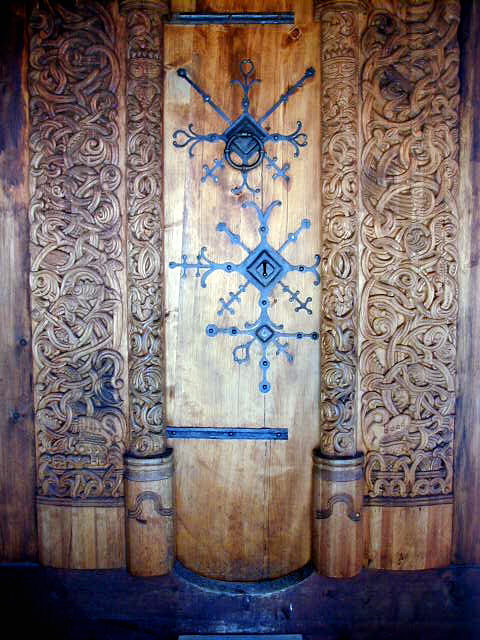
Sculpturi in lemn
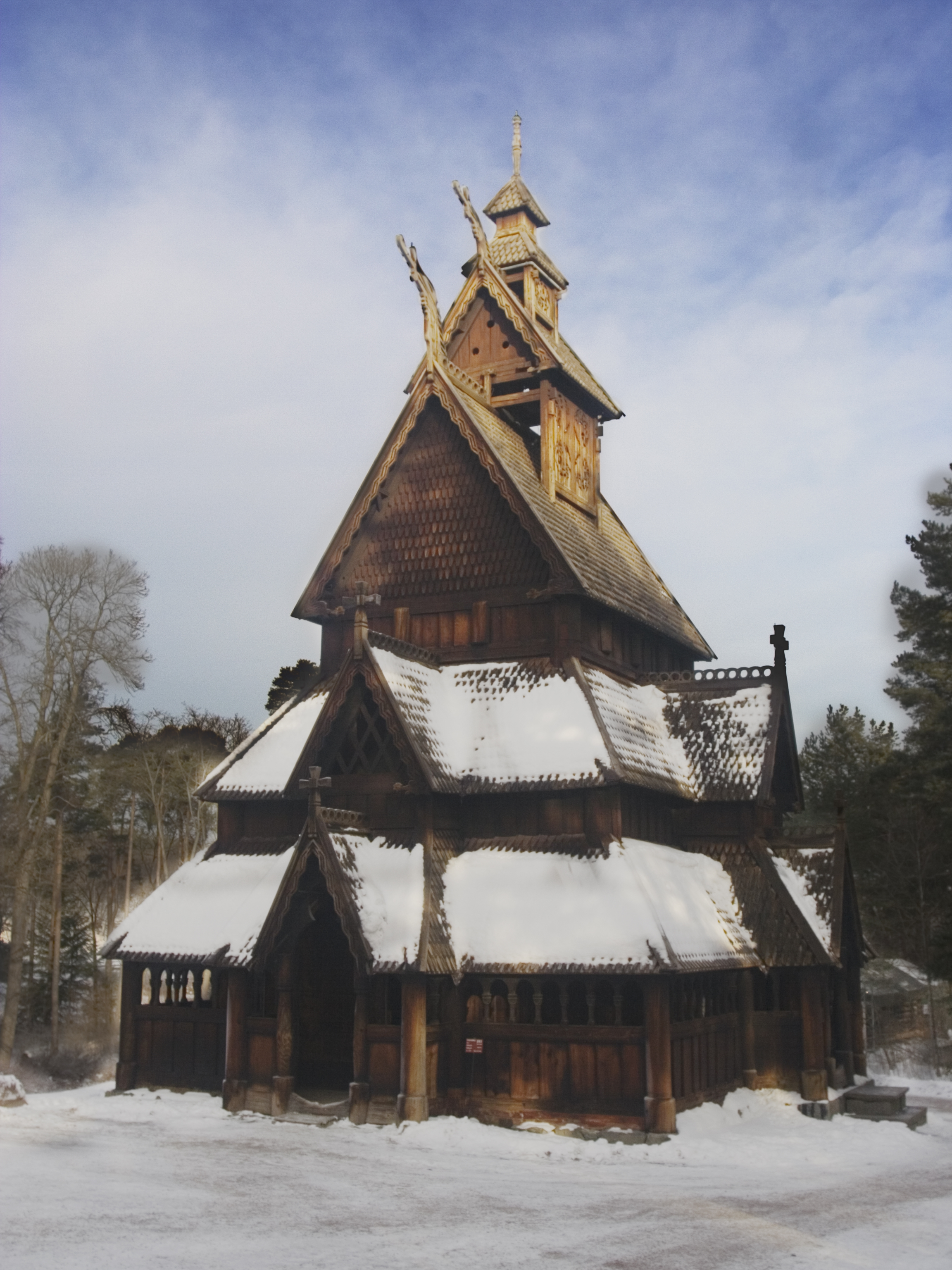
Biserica de lemn din Gol iarna
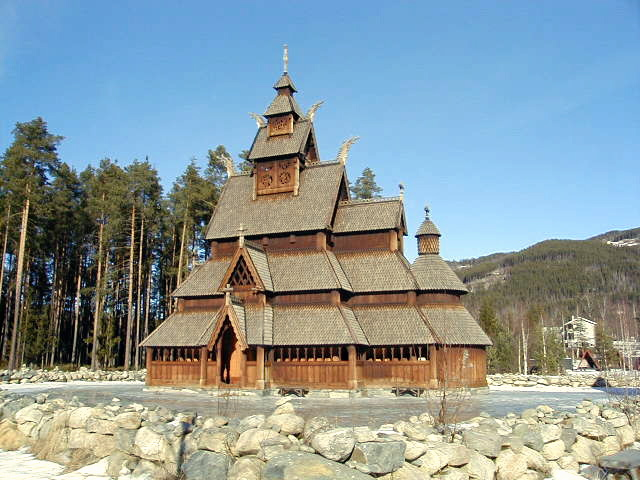
Noua biserică din Gol
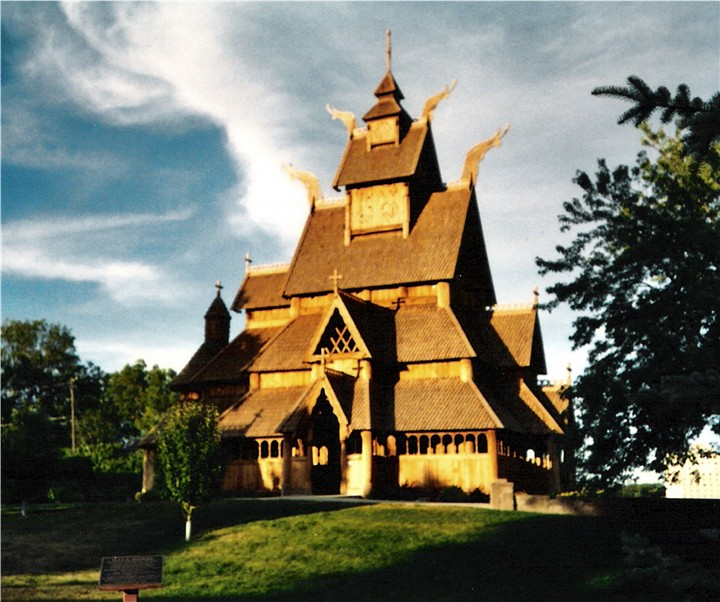
Scandinavian Heritage Park, Minot, North Dakota, USA
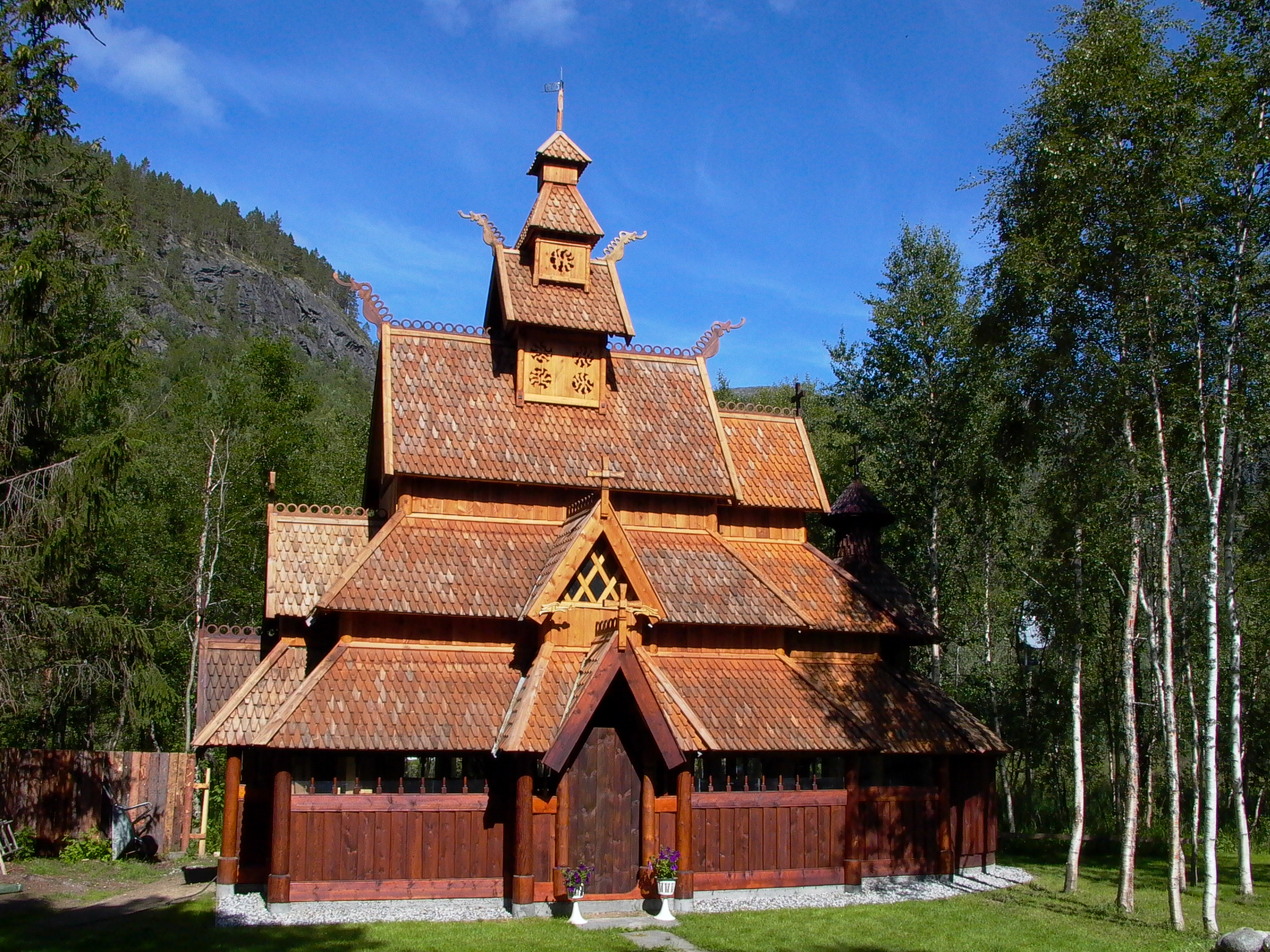
Stavkirka på Savjord din Nordland